# Ophiorrhiza lignosa
Ophiorrhiza lignosa är en måreväxtart som beskrevs av Elmer Drew Merrill. Ophiorrhiza lignosa ingår i släktet Ophiorrhiza och familjen måreväxter. Inga underarter finns listade i Catalogue of Life.